# Tenzin Gyatso (Demo Rinpoché)
Pour les articles homonymes, voir Tenzin Gyatso (homonymie).
Tenzin Gyatso (tibétain : བློ་བཟང་འཇམ་དཔལ་ལུང་རྟོགས་བསྟན་འཛིན་རྒྱ་མཚོ་, Wylie : blo bzang 'jam dpal lung rtogs bstan 'dzin rgya mtsho ; chinois : 丹增嘉措), né en 1901 à Nga phod, Xian de Gongbo'gyamda, Nyingchi dans l'actuelle région autonome du Tibet et mort le 16 mai 1973), au Tibet, est le 10e Demo Rinpoché.

## Biographie
Personnalité non conventionnelle du bouddhisme tibétain, il s'est marié en 1938, eu 2 fils, et pris un grand intérêt pour la photographie. Il était cependant très respecté, les personnes se rendaient à Tengyeling et au Demo Labrang pour faire des offrandes. Après 1959, les temples ont été fermés. Pendant les années 1960, la chapelle Gur-she a été vandalisée et détruite. Le Jigje Lha-khang a été transformé en cellier, et la chapelle de Tse'u-mar en salle de réunion pour le Comité de voisinage de Tengyeling. Toutes les images et les biens mobiliers ont été détruits ou perdus, y compris l'image originale de Tse'u-mar, faite de reliques d'un médium mort en transe. Démo Rinpoché et sa famille ont été lourdement persécutés, et sa femme en a perdu la raison et est morte à l'âge de 48 ans. Il a accompli une tâche importante en 1972, lorsque, comme l'un des lamas les plus respectés de Lhassa, il a été invité à participer à la restauration du Jokhang. Il est mort peu après. Avec l'aide de Drubthop Rinpoché, un lama qui vivait au Népal, il réussit également à faire parvenir une représentation de Tséumar au 14e dalaï-lama, qu'il dut cependant réduire en poudre pour qu'elle passe la frontière, et faire reconstituer par Drubthop Rinpoché au Népal. Arrivée cassée à Dharamsala, elle fut réparée par Thubten Ngodup
Il vivait au temple Demu (德木寺)[réf. nécessaire]. Son fils Gelek Rimpoché a dirigé l'organisation Jewel Heart qui est active dans plusieurs pays, dont les Pays-Bas. Son fils Demo Wangjoe Dorjee est vice-président de l'association des photographes de la fédération des cercles littéraires et artistiques de la région autonome du Tibet.

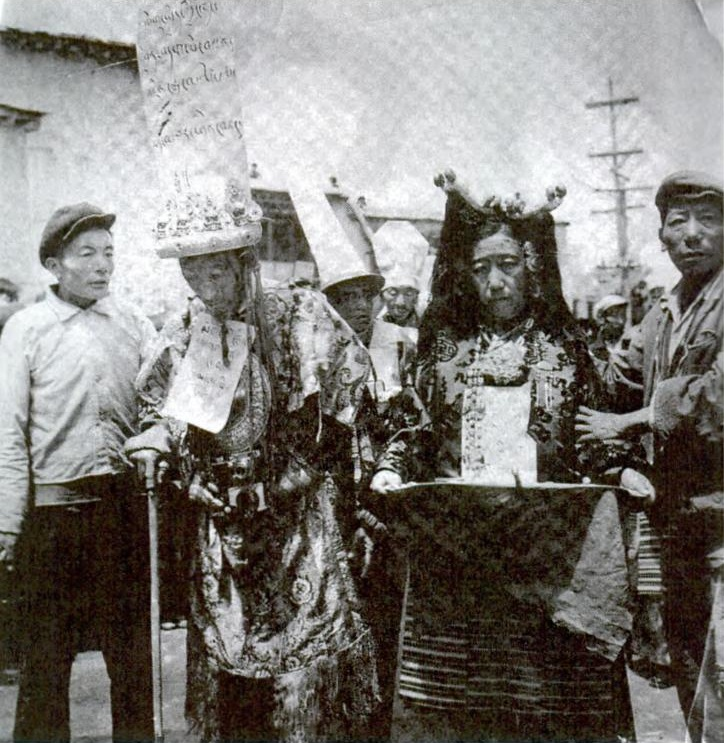
Demo Rinpoché et son épouse durant la révolution culturelle.

Gyatso était un photographe actif et il y a eu plusieurs photos de lui à partir des années 1920. Beaucoup d'anciennes photos furent détruites durant la révolution culturelle, où Démo Rinpoché fut contraint par les gardes rouges à parader avec sa caméra autour du cou.